# Жовта кавказька бджола
Жовта кавказька порода бджіл (Apis mellifera remipes) — підвид бджіл виду Бджола медоносна. Інші назви: Вірменська жовта, Долинна жовта, Кубанська широколапа. До цієї породи бджіл можна віднести жовті бджоли Грузії, Вірменії та Азербайджану. Підрозділяється на три популяції: вірменську жовту (долинні і передгірні райони Вірменії), долинну жовту (низинні райони Грузії та Азербайджану) і північнокавказьку (кубанську) широколапу (степові райони Краснодарського, Ставропольського країв і Ростовської області РФ). Згідно К. А. Горбачову, А. С. Скорикова ці бджоли належать до однієї породи, яка походить від схрещування сірих гірських кавказьких бджіл з перською жовтою (Apis meda).

## Характеристики
Забарвлення тіла бджіл цієї породи сіре з чіткими, майже червоними кільцями. Вага одноденної бджоли становить 90 мг, неплідної матки 180 мг, плідної — 200 мг. Хоботок у цих бджіл трохи коротший, ніж у сірих кавказьких (6,5-7,2 мм), але вони також добре працюють на червоній конюшині.
Жовті кавказькі бджоли пристосовані лише до умов м'якого, теплого клімату, і нетривалого зимового періоду без обльотів, слабо зимостойкі. В природних умовах проживання здійснюють часті зимові обльоти при +6 - +8 °C, тому в більш північних районах зимують вкрай погано. Споживання меду взимку низьке. Відрізняються підвищеною чутливістю до падевого токсикозу, нозематозу і європейського гнильцю. Жовті кавказькі бджоли активно нарощують силу ранньою весною.
Плодючість матки жовтої кавказької породи досягає 1100—1700 яєць на добу. Матки переважно засівають розплід в нижній частині стільника.
Відмітна властивість жовтих кавказьких бджіл — значна рійливість, при цьому бджоли закладають багато ройових маточників. Можуть відпустити до 10 роїв і закладають до 100 маточників. У них часто спостерігається тиха зміна маток. За даними деяких бджолярів в рої може бути кілька маток, після заходу рою у вулик бджоли залишають тільки кращу матку, вбиваючи всіх інших. Навіть невеликі рої мають велику життєву силу. 
Всі жовті кавказькі бджоли миролюбні, при огляді вулика з рамок не йдуть, матка роботу не припиняє.
Рамки, та внутрішній об'єм вулика, сильно прополісують. Мають темну («мокру») печатку меду, характерну також і для сірої гірської породи бджіл. Бджоли відзначаються злодійкуватістю і здатні до нападу на інші родини. Гніздо захищають слабо.
Жовті кавказькі бджоли енергійно працюють в умовах півдня і збирають багато меду, добре заготовляють пилок і прополіс. Середня медопродуктивність: 30 кг. Але, характеризуються малою восковитістю. Добре перемикаються з одного взятку на інший, добре працюють в погану погоду. Жовті кавказькі бджоли добре переносять жаркий клімат, задовільно переносять транспортування.
За деякими біологічним і господарськими корисними ознаками вони вигідно відрізняються від інших порід. Ця порода являє цінність для селекції і виведення нових порід шляхом прямої і зворотної помісі. Перше покоління відрізняється високим медозбором, зимостійкістю, стійкістю до захворювань. Третє покоління, як правило, малопродуктивне. У чистоті ця порода розлучається на незначній території, в інших районах частіше зустрічаються помісі.
У 1966 р в місті Мегрі був створений заповідник для розведення племінних вірменських бджіл. Однак, в даний час він фактично не виконує своїх функцій, а ведення бджолами знаходиться в приватних руках, які безконтрольно займаються їх розведенням, схрещуванням і вивезенням за кордон. При такому стані речей в найближчому майбутньому, якщо не буде вжито відповідних заходів з охорони вірменської бджоли, можна втратити цю унікальну породу бджіл назавжди.